# Конституция Ямайки
Конституция Ямайки (ям. креол. Kanstityuushan a Jumieka, исп. Constitución de Jamaica) — основной закон государства Ямайки.

## История
Ямайка, бывшая провинция Федерации Вест-Индии, получила независимость от Великобритании 6 августа 1962 года в соответствии с Законом о независимости Ямайки 1962 года. Согласно Вест-Индскому Закону 1962 года, Британская монархия разрешала формировать правительства в бывших колониях Федерации Вест-Индии. Елизавета II, посоветовавшись с Тайным советом, издала Приказ по Ямайке, который формально придал Конституции полные юридические права и силу.